# Bruno Santanera

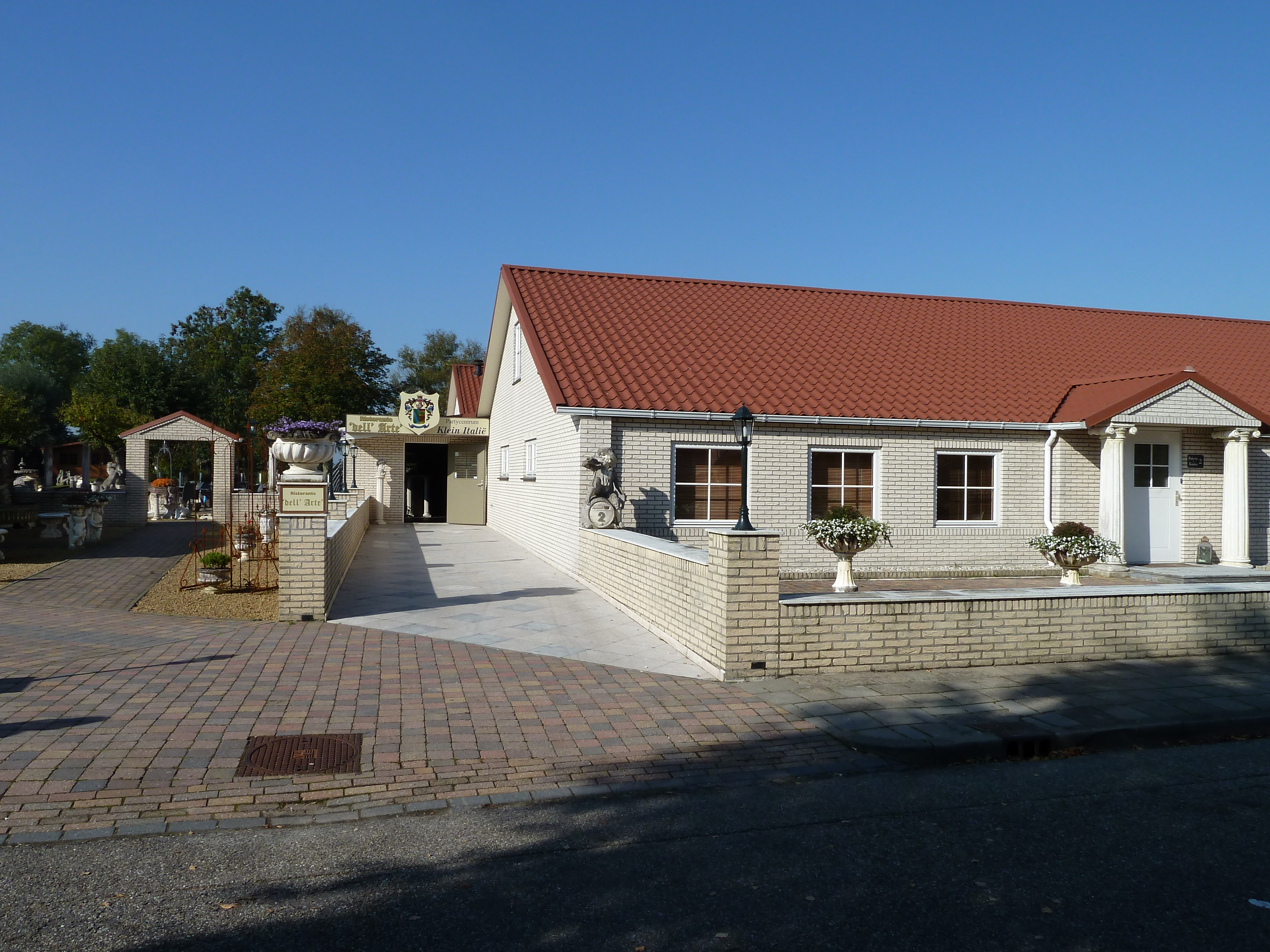
Beeldentuin Klein Italië naast het kantoor in Godlinze.

Bruno Cesare Ortelio Santanera (Turijn, 15 maart 1937) is een in Nederland woonachtige Italiaan die zichzelf 'magneto-mineraaltherapeut' noemt en die door velen als kwakzalver wordt beschouwd. Bij het grote publiek is hij bekend als de bedenker van de BioStabil 2000.

## Ondernemerschap
Santanera verhuisde in de jaren 60 van Italië naar Amsterdam, waar hij een carrosseriebedrijf begon. Toen hij in september 1969 hoorde dat er een investeringsregeling zou komen voor bedrijven in Noordoost-Groningen, ging hij een kijkje nemen in het Groningse plaatsje Godlinze. Hij besloot met zijn Nederlandse vrouw naar dit plaatsje te verhuizen. De subsidie liep hij mis, doordat Godlinze net buiten de investeringszone viel, en het carrosseriebedrijf werd omgebouwd tot een bedrijf waarin marmer werd verwerkt tot wand- en vloertegels. Naast ruw marmer begon Santanera ook marmeren beelden en kunstnijverheidsartikelen uit Italië te importeren, en kreeg de bijnaam 'de marmerkoning'.
Toen Santanera in 1972 in financiële problemen raakte en geen horecavergunning kreeg voor een illegaal restaurant, ging hij in hongerstaking. Piet Bakker, een journalist van de Winschoter Courant, schreef een boek over Santanera, en Molly Geertsema, destijds minister van Binnenlandse Zaken bracht een privébezoek aan Godlinze.

### Mineraaltherapie

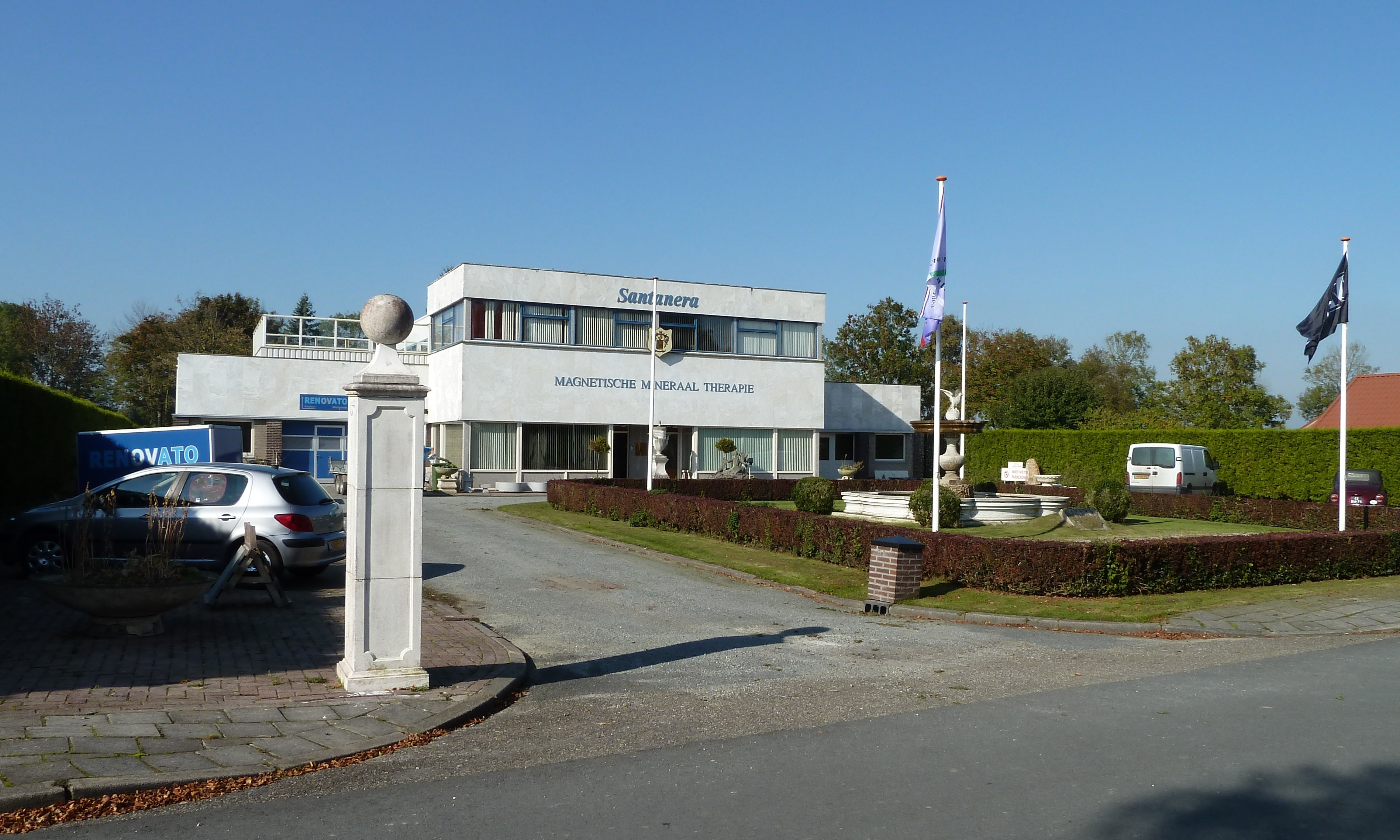
Het kantoor van Santanera in Godlinze naast de beeldentuin. Het bedrijf wordt gerund door zijn zoon Roberto.

Santanera begon enkele jaren later met mineraaltherapie, nadat hij door een kennis van hooikoorts zou zijn genezen door middel van mineralen. Zijn belangrijkste product is de BioStabil 2000®, een hanger met draaimechanisme. De hanger bevat een neodymium-magneetje, door Santanera omschreven als 'samengeperste zeldzame aarde uit Zaïre', en zou onder meer beschermen tegen 'elektromagnetische stress'.

## Persoonlijk leven
Santanera is gehuwd en heeft vijf kinderen. Enkele van deze kinderen figureerden als tevreden 'klanten' in de televisiereclames voor de BioStabil 2000. Twee van de zoons, Oreste en Renato Santanera, drijven het keuken- en marmercentrum. Zoon Roberto heeft in Godlinze een horecabedrijf met een restaurant, een partycentrum en een eetcafé.
Santanera heeft in zijn eigen tuin een plek bestemd om te worden begraven. Hiervoor moest door de gemeenteraad een bestemmingsplan worden opgesteld. De locatie voor het tuingraf voor Santanera en zijn vrouw werd in het najaar van 2024 door de toenmalige gemeente Delfzijl goedgekeurd.